# Cerodontha biseta
Cerodontha biseta är en tvåvingeart som beskrevs av Friedrich Georg Hendel 1920. Cerodontha biseta ingår i släktet Cerodontha och familjen minerarflugor. Arten är reproducerande i Sverige. Inga underarter finns listade i Catalogue of Life.